# Христофоровка (Луганская область)
Христофоровка (укр. Христофорівка) — посёлок, относится к Антрацитовскому городскому совету Луганской области Украины. Находится под контролем самопровозглашённой Луганской Народной Республики.

## География
Посёлок расположен на реке Крепенской. Соседние населённые пункты: посёлки Боково-Платово (ниже по течению Крепенской) и Краснолучский на юге, Мельниково (также ниже по течению Крепенской) и город Антрацит на юго-востоке, посёлки Щётово и Каменное на востоке, Степовое и Колпаково на северо-востоке, Лесное, Казаковка, Орловское на севере, Ивановка, Софиевский, Курган и село Зелёный Гай на северо-западе, посёлок Хрустальный на западе, город Красный Луч на юго-западе.

## Население
Население по переписи 2001 года составляло 612 человек.

## Общие сведения
Почтовый индекс — 94627. Телефонный код — 6431. Занимает площадь 0,63 км². Код КОАТУУ — 4410345307.

## Местный совет
94625, Луганская обл., Антрацитовский горсовет, пгт. Боково-Платово, ул. Октябрьская, д. 31.